# Микулинский кремль
Запрос «Микулино городище» перенаправляется сюда; об охраняемой природной территории см. Микулино городище на реке Шоша.
Микулинский кремль — бывший деревянный кремль города Микулина (ныне села), центра Микулинского княжества.

## История

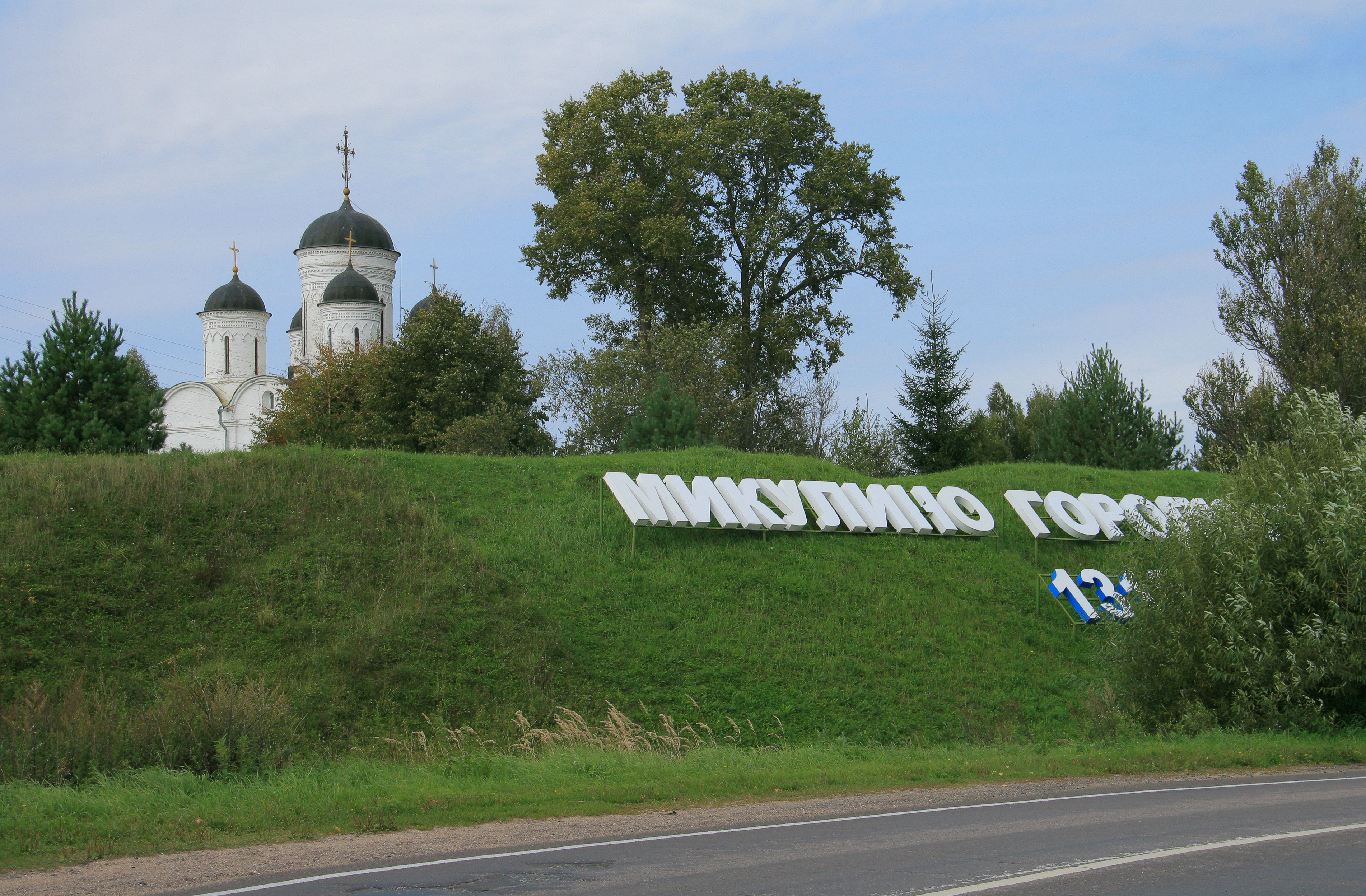
Валы Микулина городища

Город-крепость Микулин был основан тверскими князьями в 1318 году на южной границе княжества для контроля дороги на Волок Ламский. В 1341 году Микулин стал центром удельного Микулинского княжества, которое получил во владение Михаил Александрович, ставший первым князем Микулинским. Во время литовско-московской войны 1368—1372 годов, в которой Тверь выступила на стороне литовского князя Ольгерда, Дмитрий Донской в 1370 году «град взя Микулин и такоже пожже и поплени». Накануне осады Твери в 1375 году Дмитрий Донской вновь взял и разорил Микулин. В 1559 году в кремле на месте обветшавшего прежнего храма был построен каменный храм Архангела Михаила, который сохранился до наших дней. Он стал усыпальницей для князя Семёна Ивановича Микулинского, любимца Ивана Грозного. Проезжавший через Микулин в 1602 году посол герцога Гольштинского Аксель Гюльденстиерне отметил в своём дневнике, что крепость за исключением каменного храма пришла в запустение. Город был окончательно разрушен в Смутное время, после чего начал называться Микулино-Городище.

## Описание
Микулинский кремль находился на левом берегу реки Шоши, имел овальную форму (150x180 м) и был обнесён земляным валом протяжённостью около 600 м. С внешней стороны вала был выкопан ров. На валу стояла деревянная стена с башнями и тремя воротами. Ворота располагались с севера, востока и юга. Общая площадь Микулинского кремля составляла около 5,5 га. Валы Микулинского кремля сохранились до наших дней в хорошем состоянии, их высота достигает 5,5 м. Культурный слой содержит отложения XII—XIII и XIV—XVI веков. К городищу примыкает обширное неукреплённое селище.